# Мінська (платформа)
Мінська (рос. Минская) — пасажирський зупинний пункт/залізнична платформа Київського напрямку Московської залізниці та лінії  МЦД-4. 
Розташований на однойменній вулиці, на перетині з проспектом Генерала Дорохова.

## Історія
Зупинний пункт відкритий 4 квітня 2022 року. Побудований на дільниці Москва-Сортувальна-Київська — Матвіївське одночасно з будівництвом четвертої головної колії від Москва-Пасажирська-Київська до Сонячної.

## Пересадки
- на станцію метро «Мінська»
- автобуси: № Е29, 103, 130, 260, 464, 470, П209